# Glänzendschwarze Holzameise
Die Glänzendschwarze Holzameise oder Kartonameise (Lasius fuliginosus) ist ein sehr häufig vorkommender Vertreter der Wegameisen (Lasius) in Mitteleuropa.
Sie wird zur Untergattung Dendrolasius gezählt.

## Merkmale
Die Arbeiterinnen sind 4 bis 6, die Männchen 4,5 bis 5, die Königinnen 6 bis 6,5 Millimeter lang.
Die Königinnen sind somit kaum größer als große Arbeiterinnen, allerdings schwillt der Hinterleib der Königin bei der Koloniegründung bei der Eierproduktion stark an (Physogastrie).
Wie man schon dem deutschen Namen entnehmen kann, weist Lasius fuliginosus eine tiefschwarze Färbung auf, die durch einen starken Glanz noch verstärkt wird.
Die Mandibeln sowie die Fühlerschäfte sind hingegen eher braun.

## Verbreitung und Lebensraum
Ihr Verbreitungsgebiet erstreckt sich über große Teile Europas und Asiens.
In Mitteleuropa ist sie überall zu finden und gebietsweise recht häufig.
Die Nester der Glänzendschwarzen Holzameise befinden sich meist in Totholz, aber nicht nur in hohlen Baumstämmen, sondern auch in von Menschen geschaffenen Zaunpfählen oder Dachbalken.
Deshalb zählt die Art zu den Schadameisen.

## Lebensweise
Die Geschlechtstiere schwärmen zwischen Juni und Juli.
Manchmal wird die Jungkönigin vom Mutternest oder einem anderen Nest dieser Art adoptiert. Meist parasitiert die Jungkönigin bei der Gründung aber ein bereits vorhandenes Nest der Gelben Schattenameise (Lasius umbratus). Sie dringt in ein weiselloses Nest ein und legt dort ihre Eier ab, die von den Lasius-umbratus-Arbeiterinnen versorgt werden. Im Laufe der Zeit sterben alle Hilfsameisen ab und das Nest wird nur noch von Lasius fuliginosus bewohnt. Das Besondere ist, dass die Gelbe Schattenameise selbst ein Sozialparasit ist und bei der Nestgründung auch Hilfsameisen benötigt. Darum wird Lasius fuliginosus auch manchmal als Hypersozialparasit bezeichnet.
Mit bis zu zwei Millionen Arbeiterinnen können die polygynen Staaten sehr volkreich werden, zudem entwickeln sich mehrere Zweignester, in denen jeweils auch eine oder mehrere Königinnen leben.
In der Nähe der Nester ist ein süßlicher Duft wahrnehmbar.
In ihren Mandibeldrüsen produzieren die Ameisen Dendrolasin und Undecan.
Diese Sekrete werden bei Störung oder Bedrohung des Nestes abgegeben.
Was für den Menschen nur ein süßlicher Duft ist, ist für das Ameisenvolk eine effiziente Methode, das komplette Nest in Alarmbereitschaft zu versetzen.
Zudem hat dieser Geruch eine sehr stark abschreckende Wirkung auf Formica und andere Lasius-Arten und wirkt bei diesen sogar toxisch.

### Ernährung
Diese Art ernährt sich fast ausschließlich vom Honigtau der Blattläuse. Oft bilden sich stark belaufene Ameisenstraßen zu nahe gelegenen Bäumen aus. Die Gaster schwillt bei den Arbeiterinnen stark an durch die Nahrungsaufnahme.

### Nestbau
Die Arbeiterinnen bauen ein sogenanntes Kartonnest aus einer Masse, die aus verschiedenen Feststoffen wie z. B. zerkautem Holz und zu fast 50 Prozent aus Zucker besteht. Sie nagen Hohlräume in das Holz und befüllen sie mit dieser schwärzlichen Masse.
Das kartonartige Gebilde ist die Grundlage für einen von Lasius fuliginosus gezüchteten Pilz.
Die feinen Pilzfäden von Cladosporium myrmecophilum überwuchern und durchdringen die dünnen Wände und verstärken diese vielfach.
Der alleinige Zweck dieser Pilzzucht ist die Stabilisation der Nestwände durch das netzartige Pilzgeflecht.
Lasius fuliginosus ernährt sich nicht von diesem Pilz, wie oft irrtümlich angenommen wird.